# Karbolchampignon
De karbolchampignon (Agaricus xanthodermus) is een paddenstoel uit de familie Agaricaceae. Kenmerkend voor de karbolchampignon is de sterke gele verkleuring aan de basis van de stam wanneer deze gesneden wordt. De karbolchampignon is giftig voor de meeste mensen.

## Kenmerken
De hoed meet doorgaans 6-10 cm diameter, hoewel de diameter tot 15 cm kan bedragen. In het centrum is een afgevlakte zone merkbaar. De hoed is initieel convex. Sommige zeer jonge exemplaren zijn eerder blokvormig. De hoed is witachtig met lichte bruine tinten naar het centrum toe. De hoed is droog en glad. Wanneer de hoed oud is kunnen schubjes voorkomen. Bij druk op de hoed is er een neiging tot vergelen. De lamellen zijn oorspronkelijk lichtroze en gaan naar chocoladebruin bij het ouder worden. De spore-afdruk is bruin. De steel is slank, bulbeus met een dubbele rokachtige ring valt sterk op. De sporen meten 6-7 × 3-4µm.
Het belangrijkste kenmerk van deze paddenstoel is de helder gele verkleuring na het snijden door de voet van de steel, of na het schrapen van het vlees. Na enige tijd verkleurt de beschadigde zone bruinig. Verschillende eetbare Agaricus-soorten zoals Agaricus augustus, Agaricus arvensis en Agaricus silvicola verkleuren eveneens in mindere of meerdere mate geel, maar nooit zo sterk als de karbolchampignon.
De karbolchampignon heeft daarnaast een onaangename karakteristieke geur. De geur is fenolachtig en doet denken aan carbolzeep of inkt. De geur is het sterkst aan de voet van de steel. Wanneer de paddenstoel gekookt wordt, wordt de geur meteen duidelijk waardoor men eerder afkerig is van verdere consumptie.

## Verwarring
Het enige kenmerk dat de karbolchampignon onderscheidt van eetbare champignons is de geelverkleuring bij beschadiging van de knol. Verder is de karbolchampignon de enige die vers of gekookt naar inkt of carbol ruikt.

## Ecologie
De karbolchampignon kan van mei tot oktober aangetroffen worden in (jonge) bossen, parken, tuinen en hagen. De soort geeft de voorkeur aan een vruchtbare en kalkrijke bodem. De soort is saprofyt.

## Verspreiding
De karbolchampignon komt frequent voor in Europa, Noord-Amerika, West-Azië (met inbegrip van het oostelijk deel van Anatolië en Iran), Noord-Afrika en zuidelijk Afrika. De karbolchampignon werd geïntroduceerd in Australië.

## Toxiciteit
De karbolchampignon is licht giftig en kan aanleiding geven tot spijsverteringsklachten. Klachten die hierbij waargenomen worden zijn braken en diarree, in ernstige gevallen draaierigheid en stoornissen van het gezichtsvermogen. Op plaatsen waar de paddenstoel frequent voorkomt, zoals bijvoorbeeld in het Duitse Rijndal, zijn vergiftigingen door de karbolchampignon de frequentste oorzaak van paddenstoelvergiftigingen. De gifstoffen die reeds aangetoond zijn in de paddenstoel zijn: fenol en diazo- en hydrazineverbindingen (zoals aparikon, xanthodermine en hydroxy-benzol-diazonium-ion). Sommige personen kunnen de paddenstoel consumeren zonder vergiftigingsverschijnselen te krijgen. Volgens Turks onderzoek kan de karbolchampignon zware metalen accumuleren, met name cadmium.

## Naamgeving
De wetenschappelijke naam van de karbolchampignon werd gepubliceerd in 1876. De soortaanduiding xanthodermus komt uit het Oudgrieks en betekent "gele huid". De benaming Agaricus xanthoderma wordt ook vaak gezien. De naam Agaricus xanthodermus wordt gehanteerd door de Index Fungorum. De Belgische Soortenlijst en het Nederlands Soortenregister hanteren de naam Agaricus xanthoderma.

## Foto's

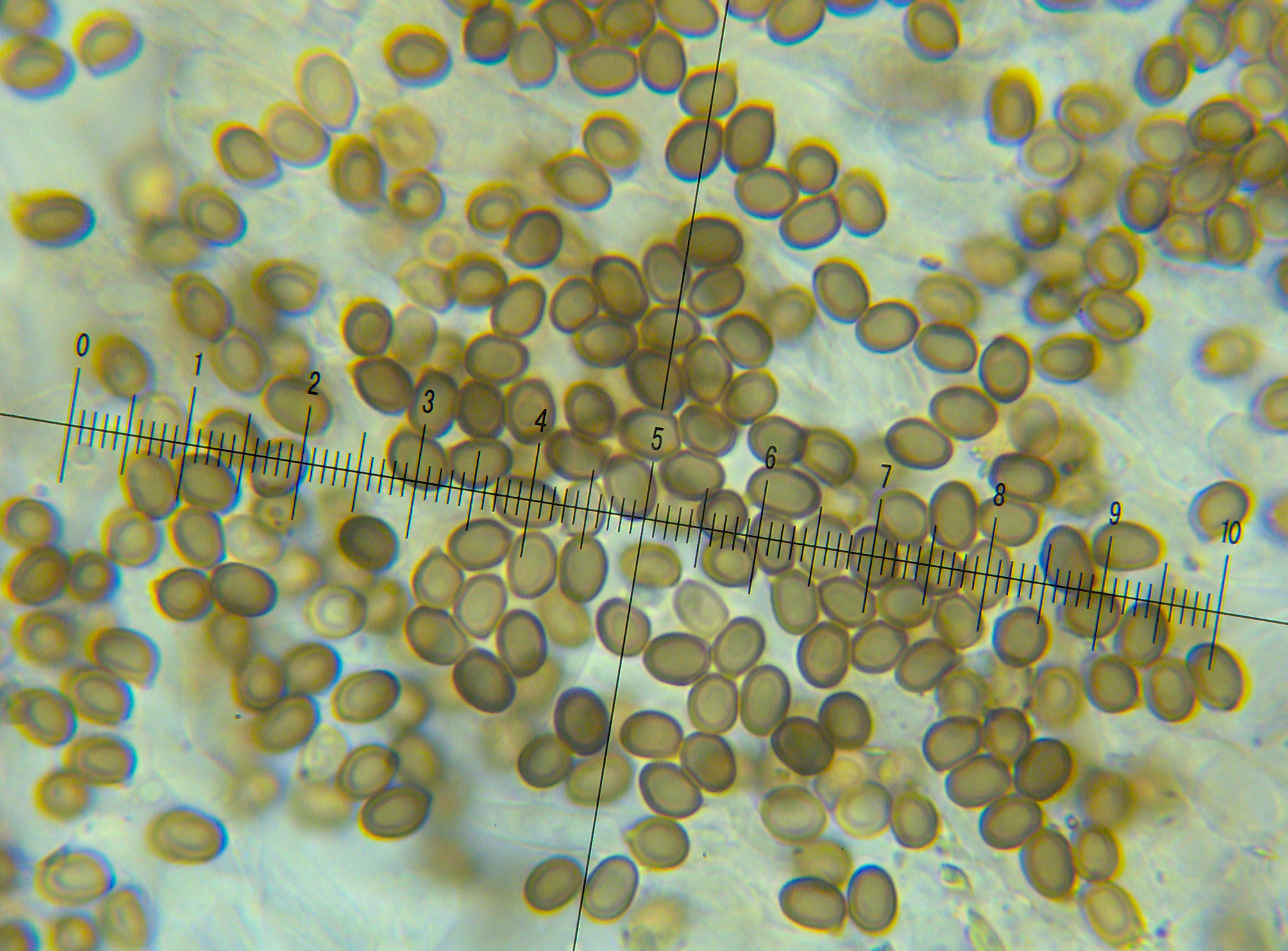
Sporen